# 부르키나파소의 역사
부르키나파소의 역사는 모시 왕국과 같은 나라의 다양한 왕국의 역사뿐만 아니라 나중에 프랑스의 식민지화 그리고 1960년 오트볼타로 독립한 것을 포함한다.

## 고대 및 중세사
철의 생산은 적어도 기원전 8세기까지 거슬러 올라가서 두울라 근처의 지역에서 일어났고 기원전 5세기까지 그 지역에서 널리 행해졌다. 이 시기의 용광로, 광산 및 주변 주거지가 전국에서 발견되었다.
니제르 남서부의 부라와 인접한 부르키나파소 남서부에서 최근 고고학적 발견들은 3세기부터 13세기까지 철기 시대의 부라 문화의 존재를 기록했다. 부르키나파소의 부라 지역을 포함한 나이저강 하류 계곡에는 부라-아신다 정착촌이 있었던 것으로 보인다. 이 초기 문명이 서아프리카의 고대와 중세 역사에서 어떤 역할을 했는지 이해하기 위해서는 더 많은 연구가 필요하다.
로로페니는 14세기와 17세기 사이의 금 거래와 관련이 있는 고대 석조 유적지이다. 그것은 세계유산이다.
중세 시대부터 19세기 말까지, 오늘날 부르키나파소의 중앙 지역은 11세기에 만데와 다른 지역 민족들과 혼합된, 오늘날 가나의 다곰바족의 전사의 후손들인 모시인에 의해 통치되었다. 이 기간 동안, 모시 왕국은 북서쪽의 무슬림 이웃들에 의한 정복과 개종이라는 강력한 시도로부터 그들의 영토, 종교적 신념, 그리고 사회 구조를 성공적으로 방어했다.

## 프랑스령 오트볼타
1896년 프랑스군이 도착하여 이 지역을 점령했지만, 1901년 모시의 저항은 그들의 수도인 와가두구를 점령하는 것으로 끝이 났다. 1919년, 코트디부아르의 일부 주들은 프랑스령 서아프리카 연방에서 프랑스령 오트볼타로 통합되었다. 1932년에 새로운 식민지는 경제적 이유로 분리되었고 1937년에 어퍼 코스트라고 불리는 행정 구역으로 재건되었다. 제2차 세계 대전 이후, 모시인은 프랑스에게 독립 영토 지위를 요구하며 적극적으로 압력을 가했고 1947년 9월 4일, 오트볼타는 프랑스령 서아프리카의 영토가 되었다.
프랑스 해외 영토의 조직 개정은 1956년 7월 23일 기본법의 통과와 함께 시작되었다. 이 법은 1957년 초에 프랑스 의회가 승인한 조직 개편 조치로 인해 개별 영토에 대한 자치권이 크게 보장되었다. 오트볼타는 1958년 12월 11일 프랑스 공동체에서 자치 공화국이 되었다. 1960년 7월 11일, 프랑스는 오트볼타가 완전히 독립하는 것에 동의했다.

## 오트볼타
오트볼타는 1960년 8월 5일 독립을 선언했다. 초대 대통령인 모리스 야메오고는 볼테아 민주연합(UDV)의 지도자였다. 1960년 헌법은 대통령과 국회의 5년 임기의 일반 참정권에 의해 선거를 규정했다. 야메오고 정부는 부패한 것으로 간주되었고, 프랑스의 정치적, 경제적 이익을 지지함으로써 신식민주의를 영구화시켰으며, 정치인들은 그들 자신을 부유하게 만들었지만, 국가의 소농이나 도시 노동자들은 그렇지 않았다.
정부는 학생, 노조, 공무원들에 의한 대규모 시위와 파업을 포함한 많은 불안이 있은 후 1966년 오트볼타 쿠데타로 야메오고를 폐위시킬 때까지 지속되었다. 쿠데타 지도자들은 헌법을 정지시키고, 국회를 해산하고, 상굴레 라미자나 중령을 고위 육군 장교들의 정부 수반으로 앉혔다. 군대는 4년 동안 권력을 유지했다. 1970년 6월 14일, 오트볼타는 완전한 민간 통치를 위한 4년의 과도기를 확립하는 새로운 헌법을 비준했다. 라미자나는 1970년대 내내 군부 또는 민군 혼합 정부의 대통령으로서 권력을 유지했다. 그는 사헬 가뭄의 형태로 큰 위기에 직면했고 1973년 원조를 확보하기 위해 유엔과 미국으로 보내졌다. 1970년 헌법에 대한 갈등 후에, 1977년에 새로운 헌법이 쓰여지고 승인되었고, 라미자나는 1978년 공개 선거에 의해 재선되었다.
라미자나 정부는 전통적으로 강력한 노동조합의 문제에 직면했고, 1980년 11월 25일, 사예 제르보 대령은 무혈 쿠데타로 라미자나 대통령을 전복시켰다. 제르보 대령은 국가 진보를 위한 군사위원회를 최고 정부 기관으로 설립하여 1977년 헌법을 폐지했다.
제르보 대령은 노동조합의 저항에 부딪혔고, 2년 후인 1982년 11월 7일 장바티스트 우에드라오고 소령과 인민구세위원회(CSP)에 의해 전복되었다. CSP는 정당과 단체를 계속 금지시켰지만, 민간 통치와 새로운 헌법으로의 전환을 약속했다.
CSP의 우파와 좌파 사이에 내분이 전개되었다. 좌파 지도자인 토마 상카라는 1983년 1월에 총리로 임명되었지만, 그 후에 체포되었다. 1983년 8월 4일 블레즈 콩파오레가 지휘한 그를 석방하기 위한 노력은 군사 쿠데타를 일으켰다.
이 쿠데타로 상카라는 정권을 잡았고 그의 정부는 대량 백신, 사회 기반 시설 개선, 여성의 권리 확대, 국내 농업 소비 장려, 사막화 방지 프로젝트 등을 포함한 일련의 혁명적인 프로그램을 시행하기 시작했다.

## 부르키나파소
1984년 8월 2일, 상카라 대통령의 발의로 나라의 이름은 오트볼타에서 부르키나파소(정직한 사람들의 땅)로 바뀌었다. 대통령령은 8월 4일 국회에 의해 확정되었다.
상카라의 정부는 상카라를 대통령으로 하는 국가혁명위원회(CNR)를 구성했고, 대중적인 혁명 방어 위원회(CDR)를 설립했다. 혁명의 선구자 청소년 프로그램도 설립되었다.
상카라는 변화를 위한 야심찬 사회 경제 프로그램을 시작했는데, 아프리카 대륙에서 이루어진 가장 큰 프로그램 중 하나이다. 그의 외교 정책은 반제국주의에 중점을 두었고, 그의 정부는 모든 외국 원조를 부인하고, 혐오스러운 부채 축소를 추진하고, 모든 땅과 광물 부를 국유화하고, 국제 통화 기금과 세계은행의 권력과 영향력을 피했다. 그의 국내 정책에는 전국적인 식자율 운동, 농민에 대한 토지 재분배, 철도 및 도로 건설, 여성의 생식기 절단, 강제 결혼, 일부다처제 등이 포함되었다.
상카라는 농업 자급자족을 추진했고 250만 명의 아이들에게 수막염, 황열병, 홍역에 대한 백신을 접종함으로써 대중의 건강을 증진시켰다. 그의 국가적 의제는 또한 사헬의 사막화를 막기 위해 천만 그루 이상의 나무를 심는 것을 포함했다. 상카라는 모든 마을에 의무실을 짓도록 요청했고 350개 이상의 지역사회가 그들 자신의 노동으로 학교를 짓도록 했다.

## 같이 보기
- 아프리카의 역사
- 부르키나파소의 대통령